# …men Olsenbanden var ikke død!
…men Olsenbanden var ikke død!, deutscher Festivaltitel: ...Aber die Olsenbande war nicht tot, englischer Titel: ...But the Olsen Gang Wasn’t Dead, ist der dreizehnte Film aus der Filmreihe der Olsenbande (Norwegen). Die norwegische Filmkomödie von Knut Bohwim ist eine eigenständige Fortsetzung ohne dänische Olsenbanden-Vorlage und hatte am 6. September 1984 ihre Kinopremiere.

## Handlung

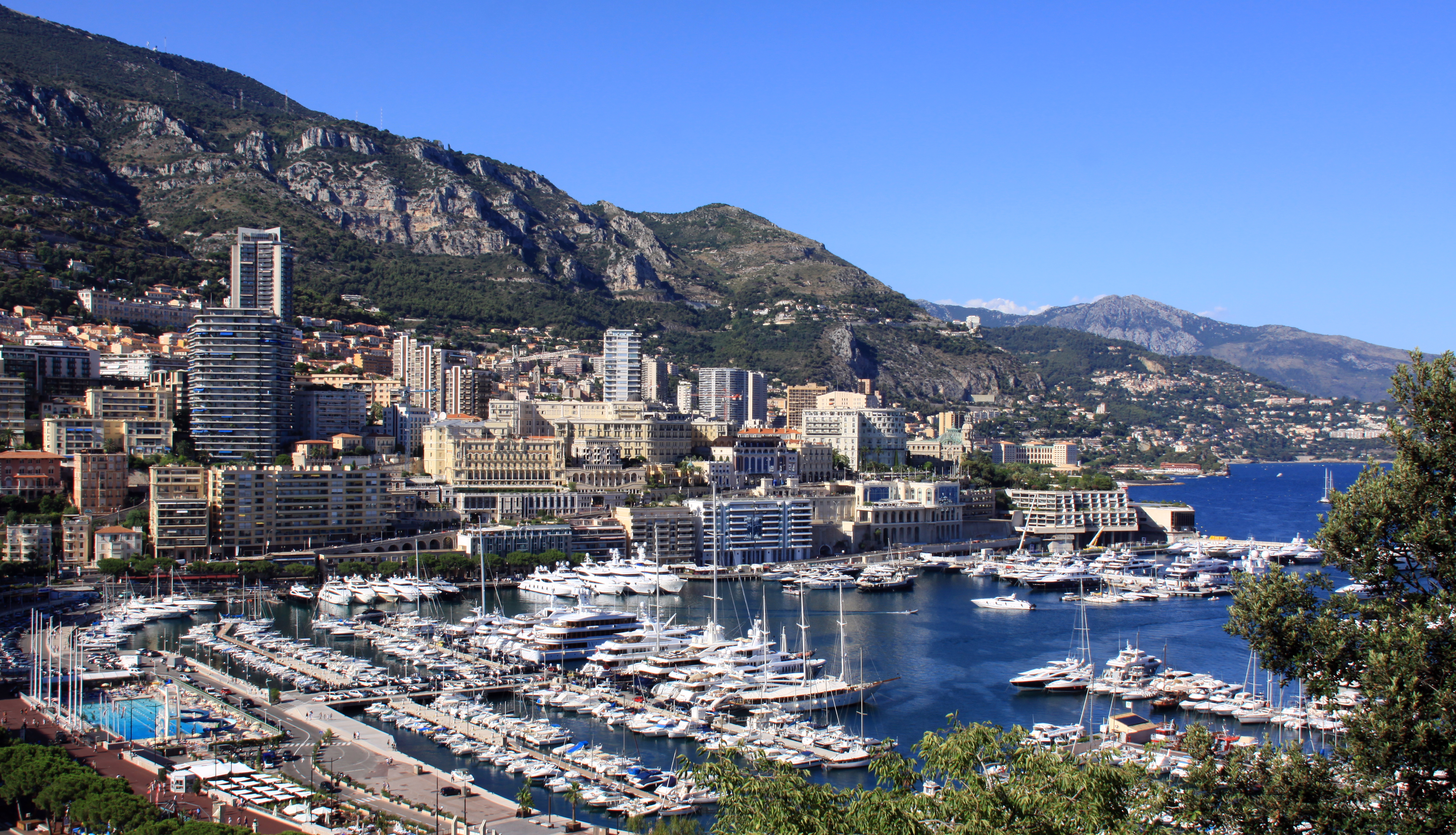
In Monte Carlo lebt die norwegische Olsenbande im Luxus, bis sie ihr Geld an das Dumme Schwein (Biffen) verliert.

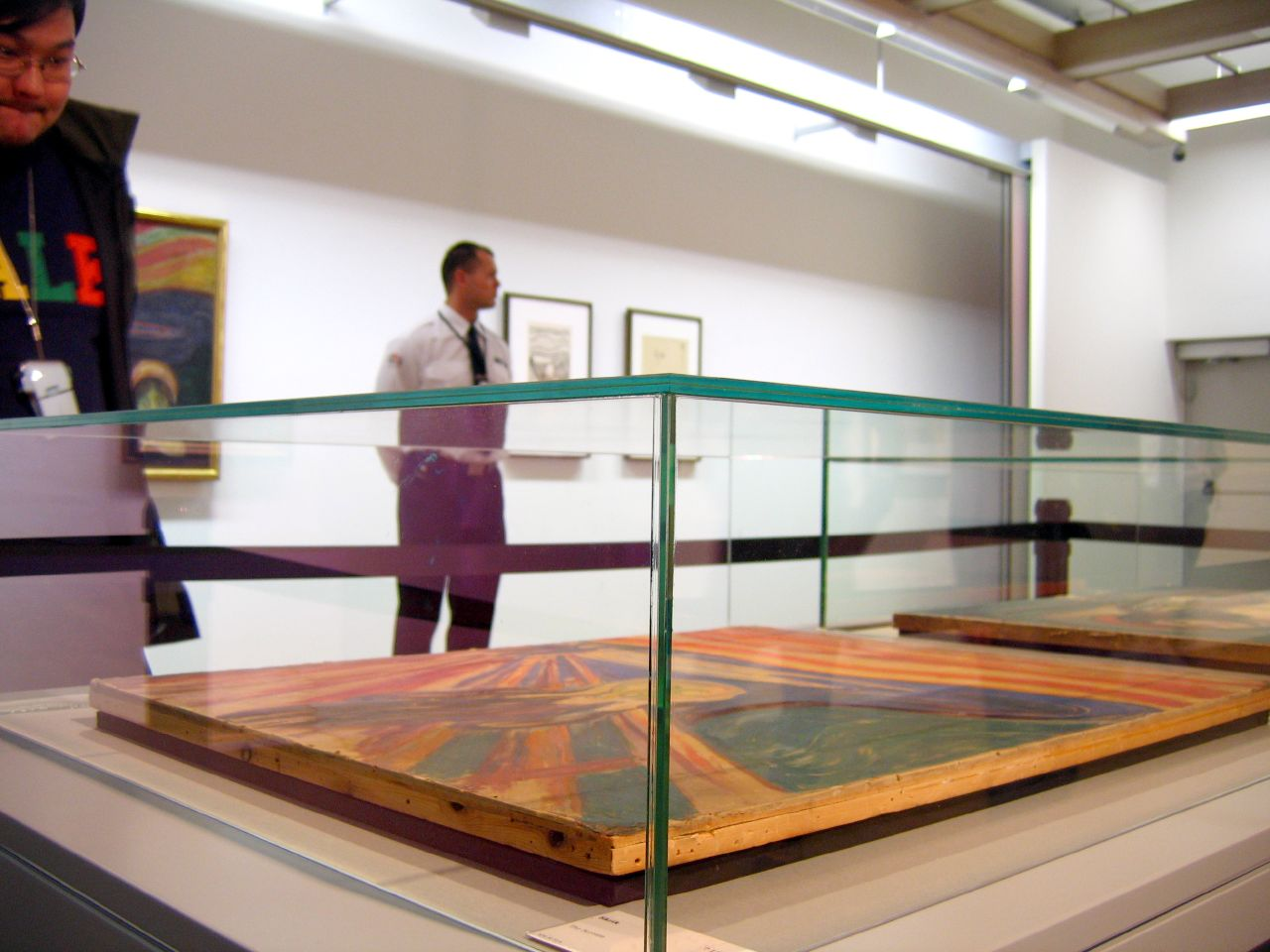
Die rot-gelbe Version des Bild Der Schrei von Edvard Munch stiehlt auch die Olsenbande.

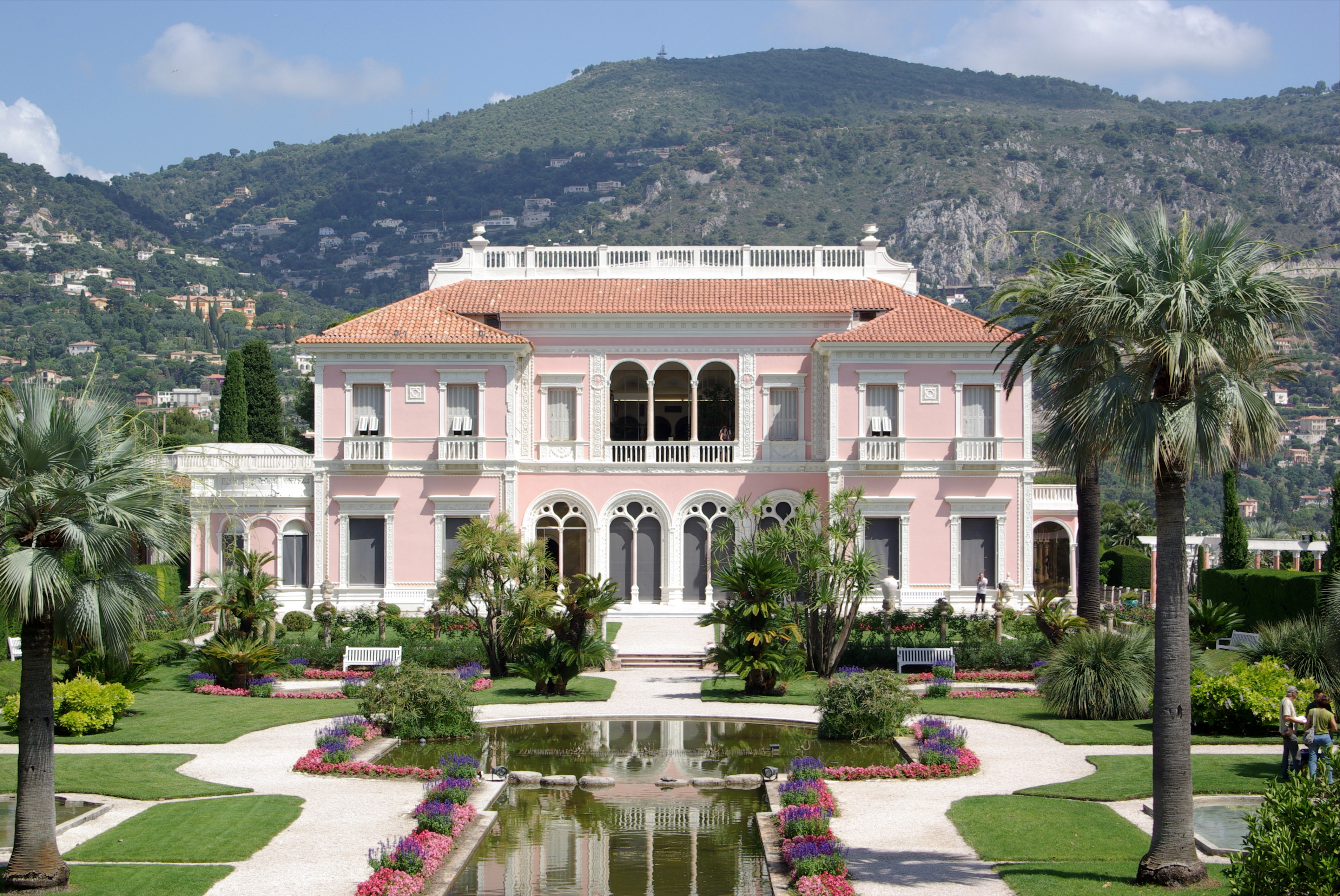
In Frankreich in der Villa Ephrussi de Rothschild von Béatrice de Rothschild in Saint-Jean-Cap-Ferrat wollen sie ihre Raubkunst an einen Sammler veräußern.

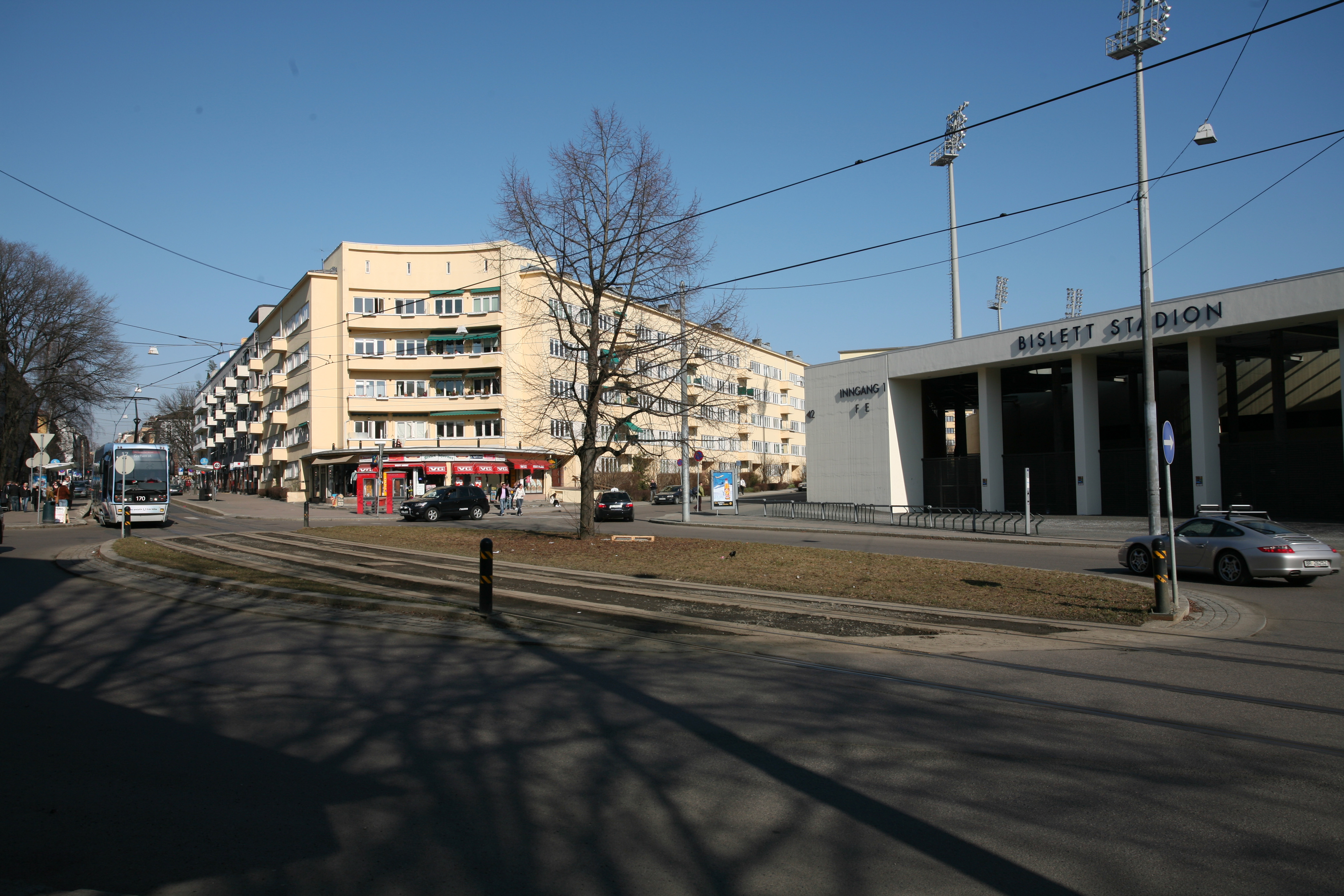
Am Kreisverkehr vor dem Osloer Bislett-Stadion kommt es zu einer Massenkarambolage. Die Olsenbande verliert ihre Beute.

Egon Olsen und die Olsenbande werden als vermeintliche „Retter des Weltfriedens“ mit einer Luxuslimousine und einer Polizei-Eskorte zum Osloer Flughafen begleitet. Am Flughafen wartet ein gechartertes SAS Scandinavian Airlines-Flugzeug auf sie, das sie mit den Millionen aus ihren letzten gelungenen Coup eines dunklen Waffengeschäftes direkt nach Monte Carlo bringen soll. Ihr ehemaliger Widersacher Kriminalkommissar Hermansen und ein Polizeiorchester verabschieden sie feierlich beim Einsteigen in ihr Flugzeug. Was die Olsenbande dabei noch nicht bemerkt: im Cockpit des Flugzeuges sitzt ausgerechnet ihr allergrößter Feind, das Dumme Schwein (Biffen).
Kaum ist die Olsenbande in Monaco angekommen, beobachtet schon das Dumme Schwein (Biffen) ihre Ankunft und macht so ihren Aufenthalt ausfindig. Die Olsenbande lässt sich auf einer Luxusjacht am Hafen von Monte Carlo in Monaco nieder. Sie genießen so ihr Leben in Reichtum und Glückseligkeit, bis Biffen sie wieder observiert und sich mit einer Tauchausrüstung an ihre Jacht anschleicht. Die Olsenbande hat sich gerade nach einem lustigen Champagner-Umtrunk  zur Siesta begeben. Das Dumme Schwein schwimmt zu der Olsenbanden-Jacht und klettert schließlich an Bord des Schiffes. Er stiehlt Egon, der auf seinen Stuhl als einziger an Deck ruht, mit Hilfe eines Bolzenschneiders seinen roten Geldkoffer, den er an seinen Stuhl gekettet hat.
Die anderen Mitglieder der Olsenbande bekommen davon nichts mit, sie haben sich gerade in ihre Kabinen unter Deck zur Ruhe begeben. Als Egon wieder aufwacht und endlich bei seinen Kapitän den Luxus-Aufenthalt auf seiner Jacht bezahlen soll, stellt er fest, dass das ganze Geld weg ist. Biffen ist aber schon mit dem Geldkoffer weit weg geschwommen und unerreichbar. Egon kann dadurch nicht zahlen, der Kapitän ruft die Polizei. Benny, Kjell und Valborg ergreifen rechtzeitig vor Eintreffen der Polizei die Flucht und springen über Bord. Egon Olsen wird als vermeintlicher Hochstapler verhaftet und kommt so wieder ins Osloer Gefängnis Botsfengselet.
Zwei Jahre später wird Olsen entlassen und feierlich von einem Chor der norwegischen Jura-Studenten empfangen, die in ihm einen unschuldig Verurteilten sehen. Benny und Kjell holen ihn auch wieder in gewohnter Weise vom Gefängnis ab. Als Egon bei Kjell zu Hause ist, stellt er fest, dass sich Kjells Frau Valborg jetzt vollkommen der Malerei und der Kunst verschrieben hat und Mal-Kurse besucht. Benny hat aber diesmal einen Plan, um wieder an Geld zu kommen. Sie beschließen daher, einen Einbruch im Osloer Munch-Museum zu planen, um dort in einem Kunstraub das berühmte Bild Der Schrei zu stehlen.
Valborg malt bei ihren Malversuchen auch mehrere Bilder von Munch nach, die sogar sehr echt aussehen. Die Olsenbande plant daher, heimlich Valborg Munchs Gemälde zu stehlen und es gegen das Original auszutauschen. Mit Hilfe einer Manipulation der Überwachungskamera und Videoüberwachung sowie anderen Tricks schaffen sie es, das Bild Der Schrei zu stehlen. Egon kennt einen mutmaßlichen Käufer, einen interessierten Kunstsammler in Frankreich, an dem sie das Kunstwerk anschließend verkaufen wollen. Was sie aber zu dem Zeitpunkt nicht wissen: Valborg hat die gleiche Idee, sich das Bild zu holen, allerdings will sie sich das Bild nur „ausborgen“, um es so besser neu zeichnen zu können. Da sie im Munch-Museum als Reinigungskraft arbeitet, tauscht sie einfach heimlich, bei einer günstigen Gelegenheit wieder das Munch-Gemälde mit ihrem eigenen Bild aus. Die Olsenbande muss das Bild schließlich noch einmal erneut austauschen. Am Ende weiß keiner mehr so richtig, wo das echte oder das falsche Bild ist. Letztendlich gelingt es der Olsenbande aber, das richtige Bild wieder in ihre Hände zu bekommen. Valborg tauscht aber auch noch andere Bilder gegen ihre selbst gefertigten Fälschungen aus, um sie besser kopieren zu können.
Um günstig nach Frankreich zu kommen, stiehlt die Olsenbande in einer gewagten Aktion ein paar Flug-Tickets des Reiseveranstalters Saga zu einer Reise nach Nizza. In dem dort in der Nähe liegenden Ort Saint-Jean-Cap-Ferrat treffen sie den Kunstliebhaber und Sammler Cap Cheval in seiner Villa Ephrussi de Rothschild, dem ehemaligen Wohnsitz der Baronin Béatrice de Rothschild. Dieser ist auch bereit, für eine hohe Summe das Bild zu erwerben. Cap Cheval ist von dem Bild Der Schrei zwar begeistert, schlägt aber eine Untersuchung vor, ob es sich dabei auch um ein echtes Munch-Werk handelt. Valborg erzählt außerdem noch dem Kunstsammler Cap Cheval, dass sie über 130 weitere Bilder, hauptsächlich von Edvard Munch, zu Hause hat und gegebenenfalls verkaufen würde. Da er davon etwas irritiert ist und sich gern vorher von der Echtheit dieser Bilder überzeugen möchte, bevor er davon ebenfalls noch etwas erwerben will, ruft er seinen alten Freund, den Kunsthändler Fillinger in Oslo an, um weitere Informationen dazu aus der Heimat der Olsenbande zu erhalten. Der Kunsthändler wittert das große Geschäft und ruft Biffen, das Dumme Schwein an. Dieser soll sich noch einmal bei der Olsenbande zu Hause umsehen, was es mit den weiteren Bildern auf sich hat und diese auch eventuell für ihn stehlen. Nachdem Biffen die Haustür aufgebrochen hat, schaut sich der Kunsthändler die Bilder an und stellt fest, dass diese alle offensichtlich falsch sind, da es sich wahrscheinlich hier nur um Valborgs Malkünste handelt. Vor Wut gibt er Biffen eine Ohrfeige und verlässt wütend das Domizil.
Nachdem die Olsenbande wieder zu Hause in Norwegen ist, räumen sie Valborgs Atelier und bereiten ihre erneute Auswanderung sowie den Verkauf der geraubten Munch-Bilder vor. Das Dumme Schwein hat es aber wieder auf Egon abgesehen und will diesen jetzt endgültig beseitigen. Nach einem Schlag auf dem Kopf entführt er Egon und bringt ihn mit seinen Toyota Pickup zum Zirkus Tivoli, wo er ihn mit Hilfe einer Kreissäge auf einer Zersägten Jungfrau-Utensilie halbieren will. Anscheinend funktioniert aber die Zauberkiste nicht so, wie es sich das Dumme Schwein vorstellt. Bevor er Egon endgültig beseitigen kann, kommen Benny und Kjell ihm zu Hilfe und können so ihren Chef retten.
Mit dem Kunstsammler Cap Cheval arrangierten sie, für die endgültige Übergabe der Munch-Bilder gegen Geld, ein weiteres Treffen in der Nähe der Dreifaltigkeitskirche (Trefoldighetskirken) von Oslo. Wie das Schicksal es aber will, ist auch ihr alter Freund, Kriminalkommissar Hermansen, in der Nähe. Er führt dort gerade gegenüber eine Porno-Razzia nach illegalen Sexvideos in einer Videothek durch. Auf einen Vorspann eines illegalen Sex-Ausleihvideo der Olsenbande findet er dabei Aufnahmen mit der Olsenbande im Munch-Museum und Valborgs gemalte erotische Bilder im Munch-Stil, worauf Hermansen vermutet, dass die Olsenbande der Produzent dieser Porno-Schweinereien ist. Als er die Videothek verlässt, erblickt er auch noch Egon Olsen, der gerade vor seiner Nase die Übergabe der Kunstwerke gegen Geld mit dem französischen Kunstsammler durchführt.
Die Olsenbande flieht nun mit ihrem Toyota Corona. Auch der Kunsthändler mit seinem Peugeot 505 verfolgt sie. Es kommt nun zu einer großen Verfolgungsjagd durch Oslo, bei der immer mehr Polizeiwagen und Polizisten in Zivil hinzustoßen. Bei der Fahrt mit über 100 km/h durch die engen Gassen und die Innenstadt von Oslo fahren am Ende über zehn Autos der Olsenbande hinterher. Die wilde Verfolgungsjagd endet am Rande von Oslo am Bislett-Stadion. Die dann folgende scheinbar endlose Fahrt der Verfolger endet im Kreisverkehr an einer Verkehrsinsel, als die Osloer Straßenbahn plötzlich auftaucht. Ein Polizeiauto bremst und es kommt zu einer Massenkarambolage, während die Straßenbahn schadlos davonkommt. Benny und Kjell verlassen schnell das Fahrzeug und fliehen. Auch der mit auf gefahrene Kunstsammler verlässt ganz schnell den Tatort. Egon, der noch die im Auto liegenden Munch-Bilder retten will, lässt die Polizei sofort verhaften. Hermansen sieht ein historisches (oder gefälschtes) Munch-Madonna-Bild als Porno-Bildmaterial an und zerreißt vor Wut alle Kunstwerke aus dem Auto der Olsenbande.
Valborg präsentiert am Schluss in einer Vernissage ihre Malkünste mit einem großen Bild von ihrem Mann Kjell, das im Munch-Stil gezeichnet ist. Egon fährt am Ende für längere Zeit wieder ins Osloer Staatsgefängnis ein.

## Kritiken
„Der Film ist liebenswert echt norwegisch. - Im Grunde waren die Filme über die Olsenbande nach meiner Meinung ein vergnüglicher und liebenswerter Beitrag zu einer Unterhaltungsindustrie, in der Zynismen und Sadismen sich mit verführerischen Gauklertricks bei uns einschleichen. Die Olsenbande hat etwas echt Norwegisches, obwohl sie ursprünglich dänisch war (wie Norwegen auch).“

## Entstehungsgeschichte
- Der Film beginnt mit derselben Szene, wie der vorherige Film Olsenbandens aller siste kupp aufhört, wo die Millionäre vom Osloer Flughafen feierlich verabschiedet werden.
- Dieser Film ist der einzige norwegische Olsenbande-Film, der ganz ohne Vorlagen und Drehbücher der dänischen Olsenbande-Filme gedreht wurde. Nachdem der vorerst letzte Film Olsenbandens aller siste kupp 1982 zu dieser Filmreihe in Norwegen gedreht worden war und in Dänemark mit Die Olsenbande fliegt über alle Berge (1981) ebenfalls die Olsenbande-Serie vorerst offiziell beendet worden war, gab es auch keine dänischen Vorlagen von Henning Bahs und Erik Balling mehr. Der Regisseur der norwegischen Olsenbande Knut Bohwim entschied sich daher, das Drehbuch für seinen dreizehnten Film selbst zu schreiben. Sein ursprüngliches Drehbuch wurde 1983 auch schon vorab in einem  Comic veröffentlicht, unter dem Titel: Olsenbanden raner hurtigruta (Die Olsenbande plündert die Hurtigruten). Dieser wurde auch in mehreren Folgen in norwegischen Zeitungen abgedruckt und anschließend als Comicalbum veröffentlicht, das in Norwegen ein großer Erfolg wurde. Wesentliche Teile des Comics spielten auf einem Schiff der Hurtigruten, wo die Olsenbande einen gewagten Coup durchführt.[4] Das Filmprojekt so umzusetzen, wäre jedoch sehr aufwändig gewesen und auch auf größere finanzielle Unterstützung angewiesen gewesen. Daher konnte man trotz entsprechender Bemühungen das Drehbuch zu diesem geplanten Film nie so umsetzen. Die Handlung des ursprünglichen Drehbuches wurde daher von Knut Bohwim und Gustav Kramer umgeschrieben bzw. stark verändert sowie der Hurtigruten-Coup weggelassen und ad acta gelegt. Der Film wurde dann gegen Ende April 1984 begonnen und im Sommer desselben Jahres beendet.[5]
- Der Film wurde von Teamfilm AS produziert mit Unterstützung von Nordisk Film, wie deren Film-Studio und Kulissen in Valby. Die Drehorte waren außer in Oslo, auch in Frankreich in Nizza, Alpes-Maritimes und in Monte Carlo, Monaco.

## Trivia
- Knut Bohwim und den anderen Filmemachern wurde später mehrmals vorgeworfen, dass sie durch ihren Olsenbanden-Film die Täter für die späteren Einbrüche und Kunstraube von 1994, 2004 und 2006 im Munch-Museum Oslo bzw. zu den Diebstählen von Kunstwerken von Edvard Munch inspiriert zu haben. Bei dem spektakulären Kunstraub von 2004 wurde auch ausgerechnet die rot-orange Version des Bildes Der Schrei gestohlen, die auch ihm Film entwendet wurde. Diese wurde zwei Jahre später wiedergefunden und dabei wurde festgestellt, dass das Bild durch den Raub derartig zerstört worden ist, dass eine Restaurierung nicht möglich sei.[6][7]